# Gandesa
Gandesa és una ciutat i municipi de Catalunya, capital de la comarca de la Terra Alta, amb el títol de «Molt lleial, heroica i immortal Ciutat de Gandesa», que a més ocupa el seu centre geogràfic. Està limitada pel Pinell de Brai, Prat de Comte, Bot, Batea, Vilalba dels Arcs i Corbera d'Ebre.
És en un altiplà situat a la part central de la comarca. Està envoltada d'una sèrie de muntanyes (Puig Cavaller, les serres de Pàndols, de Volandins i de Cavalls). Hi abunda la vegetació mediterrània, però pel clima hi hauria d'haver un domini de l'alzinar amb marfull.
La ciutat és un punt important pel que fa a les carreteres, ja que en l'època dels romans, s'hi creuaven les comunicacions entre Catalunya, Aragó i el País Valencià. Actualment, Gandesa es troba comunicada per les carreteres N-420 i C-43.

## Origen del mot
Lo mot “gand» prové de la llengua ibèrica anterior a la influència llatina i sembla que podia significar castell, reducte o refugi. Tot i així, segons Manyà, aquesta hipòtesi no té massa força documental.

## Geografia
- Llista de topònims de Gandesa (Orografia: muntanyes, serres, collades, indrets..; hidrografia: rius, fonts...; edificis: cases, masies, esglésies, etc).

## Història
Al Coll del Moro s'hi troba un poblat iber, que fou l'antecedent del poble. Aquest poblat estava connectat amb poblats ibers de Lleida i amb lo poblat iber del Castellet de Banyoles. Actualment, encara podem trobar una fortificació defensiva i, de és a més, un conjunt de tombes. Lo conjunt deixa rastres de l'expansió dels romans i s'hi van trobar evidències del pas dels cartaginesos de la marxa que Anníbal Barca va fer cap a Roma.
L'origen de Gandesa el trobem posteriorment en un assentament àrab, l'any 1153, essent Ramon Berenguer IV qui li atorga carta de ciutadania, com los terrenys coneguts com la Catalunya nova per la recuperació als moros de les terres del Principat. L'any 1194, es va lliurar la carta de població a Gandesa, considerada la fundació del poble. Dos anys després, es va començar a construir l'església romànica.
Los homes del Temple van deixar curioses mostres del seu domini i, en particular, la portalada de l'església arxiprestal segons la llegenda es van enterrar los darrers secrets abans de la persecució pel rei de França i el papa. Los templers van deixar pas al domini dels hospitalers. Lo rei Jaume I li atorga carta de cabalatge.
Gandesa també és un dels pobles que participà en la Guerra de Successió Espanyola i, fins i tot, va patir un setge que va fer fugir molts habitants cap a Mequinensa. També va ser lleial als austriacistes, després de la caiguda de Tortosa, va capitular immediatament després.
Durant l'Edat Moderna a la primera guerra carlina, dirigida per la baronessa de Purroy va resistir fins a set setges del general Ramon Cabrera, el tigre del Maestrat, los anys 1836, 1837 i 1838. Això li va valer el reconeixement dels lliberals i va ser receptora de diferents poemes del cant a la defensa de la llibertat. La reina regent Maria Cristina li va atorgar el títol de “Molt Lleial, Heroica i Immortal Ciutat de Gandesa» l'any 1838, a partir del qual Gandesa pot ser oficialment considerada una ciutat.
El juliol del 1938 l'Exèrcit Popular de la República va llançar l'esmentada contraofensiva de l'Ebre, que va arribar fins a la mateixa porta de Gandesa. A partir d'aquesta data i durant tres mesos, es va desenvolupar la coneguda batalla de l'Ebre, que es va concretar als pobles de la Terra Alta (la Fatarella, la Pobla de Masaluca, Villaba dels Arcs, Corbera d'Ebre –bombardejada per l'aviació alemanya i per les forces franquistes-, la mateixa Gandesa –serra de Cavalls i serra de Pàndols-, Bot, i també el Pinell de Brai). Lo general colpista Francisco Franco va establir el seu lloc de comandament al Coll del Moro, tot just al costat de la resta del poblat iber. Aquesta fou la batalla més sagnant de la Guerra Civil espanyola, on hi van perdre la vida més de cent mil persones (es diu que moltes de les Brigades Internacionals van quedar sense brigadistes i que eren reforçades per espanyols).
La comarca de la Terra Alta va entrar en un declivi important a partir dels anys 1940. Fins a l'inici de la construcció de les centrals nuclears d'Ascó (1976), la pèrdua d'habitants era constant. Ja amb la situació democràtica, des dels anys 80, hi va haver la modernització de moltes instal·lacions públiques d'instrucció, d'assistència primària i jutjats, que li van conferir una modernització substancial.

## Economia
Tant a Gandesa com a la Terra Alta, els ingressos provenen del camp i de la indústria.
Los conreus de la vinya, les oliveres i els ametllers, a més dels cereals com lo blat, l'ordi i la civada, n'han marcat l'economia agrària en lo passat i en lo present. La Terra Alta i Gandesa són conegudes per la producció vinícola sota el paraigua de la Denominació d'Origen Terra Alta. En segon pla, Gandesa també ha estat marcada per oficis menestrals típics del nuclis de població concentrats (ferrers, fusters, sastres, barbers). La indústria fins als anys 60 del segle xx va ser principalment de transformació agrícola (vi, oli). Les cooperatives de Gandesa i el Pinell de Brai són reconegudes com les catedrals del vi i construïdes cap als anys vint del segle xx. A partir dels anys seixanta va aparèixer una indústria de manufactura de paper i de cartró, que actualment ocupa un dels primers llocs dins l'economia espanyola. Durant los anys seixanta, es van expandir les granges del porcí i de l'aviram.

## Parla

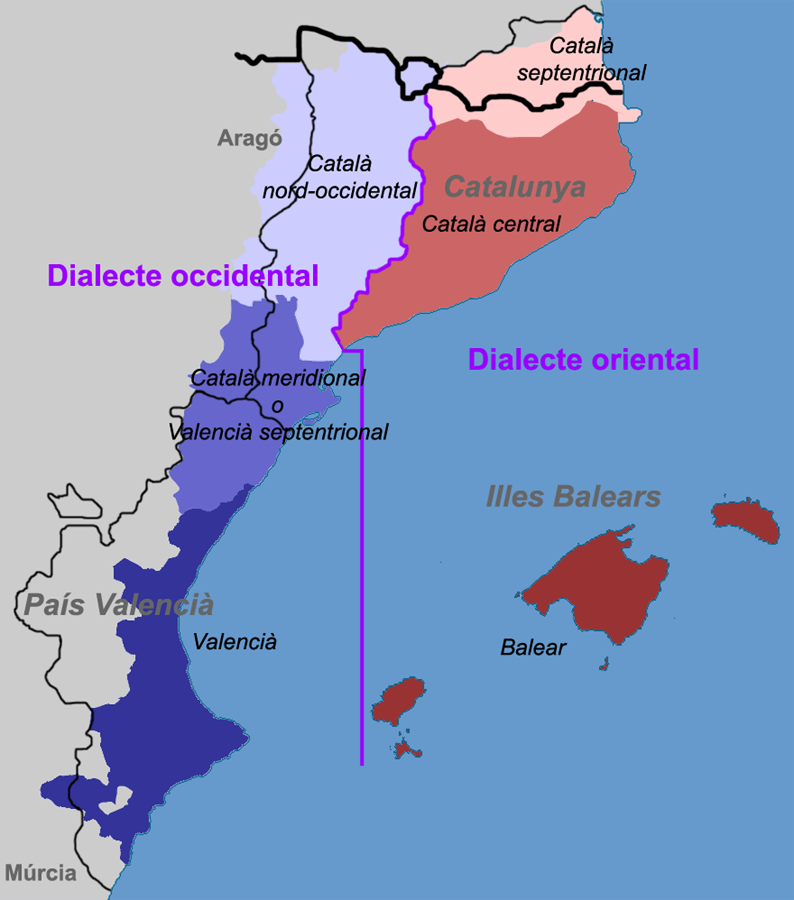
Mapa dialectal del català-valencià

A Gandesa es parla català occidental, un dialecte de la llengua catalana. La seua principal característica és que, a diferència del català oriental, no hi ha una neutralització de vocals àtones (la “e» i la “o» la pronuncien tònica). També mantén lo so de la “u» en los possessius (meua, teua, seua).

## Llocs d'interès
En lo nucli urbà de Gandesa podem trobar diferents edificis de diferents èpoques:
- Cooperativa agrícola: és un edifici modernista que va ser construït l'any 1919 per Cèsar Martinell. L'edificació consta de tres naus rectangulars paral·leles de diferent alçada. Los elements més definitoris d'aquesta construcció són lo maó i la volta catalana. Va ser declarada “Bé cultural d'interès» per la Generalitat de Catalunya l'any 2007. L'edifici, sempre ha estat destinat a l'elaboració de vins.

- Arxiu Comarcal de la Terra Alta

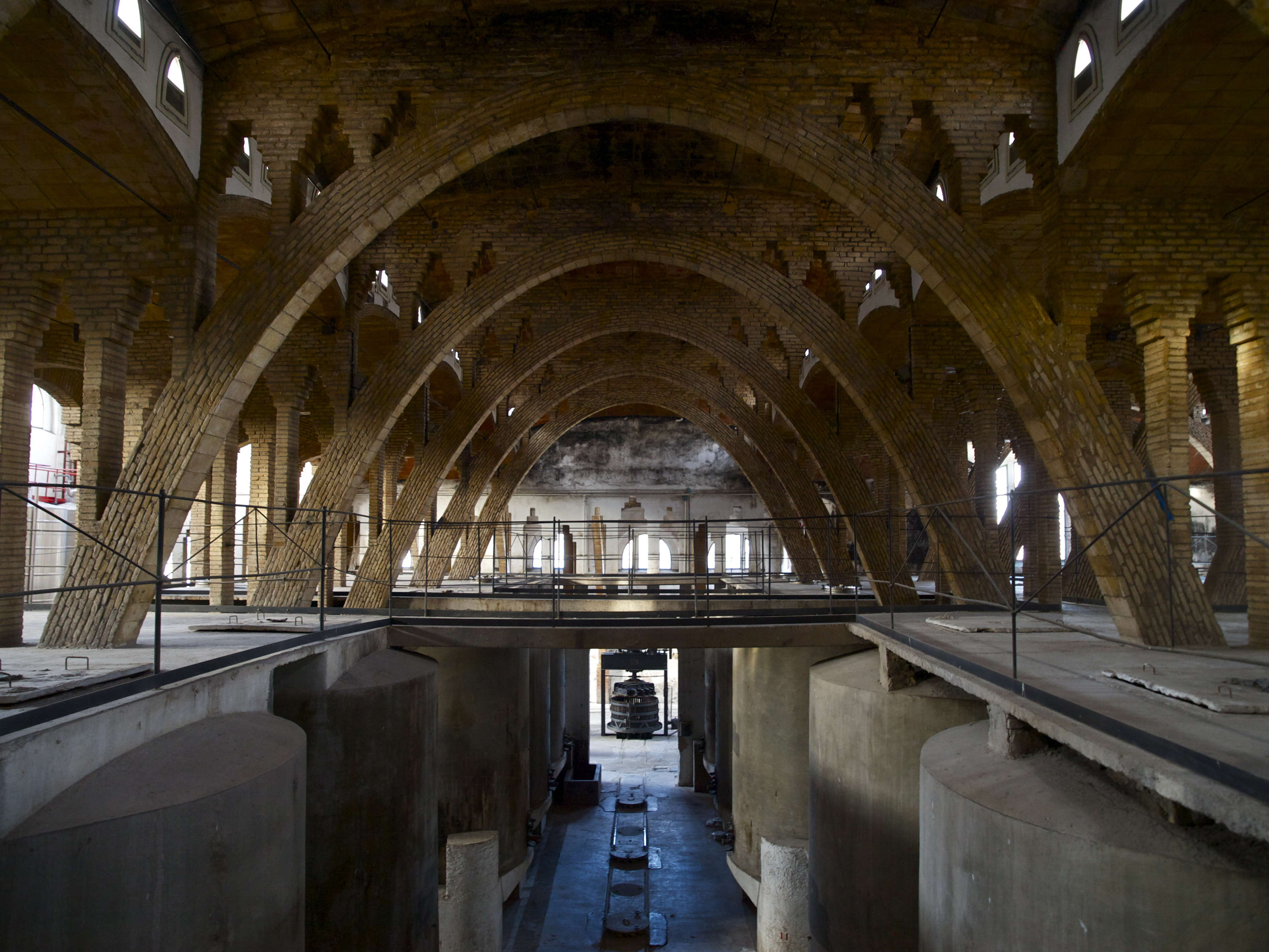
Vista interior de la nau principal del Celler Cooperatiu de Gandesa

- Església de la mare de Déu de l'assumpció: És una de les construccions més importants del poble. És un edifici romànic de transició al gòtic amb una excepcional portalada de l'Escola de Lleida. A una reforma del segle xvii se'n va canviar l'orientació, es va fer més alt i se li va afegir un campanar de 40 metres d'alçada.

- Centre d'Estudis de la Batalla de l'Ebre: És lo principal museu de la Terra Alta sobre la Guerra Civil espanyola on s'expliquen los esdeveniments de la Batalla de l'Ebre.

- Fonda Pere Manyà: A la plaça de la Farola trobem la Fonda de Pere Manyà. Un edifici del 1868. Tota la façana va rebre diversos impactes durant la Guerra Civil

- Palau del Castellà: Edifici d'origen templer. En un passat, estava completament aïllat de la resta per un fossat defensiu, avui perdut. S'hi veuen corrioles de fusta que es conserven damunt la porta, que evidencien l'existència d'un possible pont llevadís. Actualment, l'edifici és més conegut com “la presó», ja que el 18 d'abril de 1834 Gandesa va ser anomenada “cap de Partit Judicial», i com que no tenien cel·les van habilitar les cel·les ja existents del Palau del Castellà.

- Ajuntament de Gandesa: Edifici noucentista que conserva en la seua façana part de l'anterior capella dedicada a Santa Anna que ocupava el seu lloc.

- Cal Cerer: És una casa d'origen Medieval. En la façana s'hi pot observar l'escut de la casa. Un dels balcons i les finestres conserven la pedra original.

- Ca Sol: Edifici construït l'any 1912, d'estil modernista. Les ondulacions, decoracions amb motllures i relleus florals en les finestres són lo més característic de la construcció.

- Cal Pardo: Los seus baixos fan característic a l'antiga casa pairal, que actualment està restaurada. Encara avui en dia, es poden observar els estris que utilitzaven per treballar la terra, fer pa durant la matança del porc.

- Ca l'Inquistador: Era un dels palaus gòtics més importants de la comarca. Durant los anys va anar sofrint remodelacions.

- Ca la Vila Vella: És un edifici gòtic. Actualment només podem observar un finestral característic del gòtic, ja que la construcció va estar parcialment absorbida amb l'ampliació de l'Església de la mare de Déu de l'assumpció.

- Ca Sunyer: És un immoble de l'època medieval de noble llinatge, tal com se pot observar a l'escut de damunt de la porta principal. Amb los anys, ha sofert moltes remodelacions, però encara s'hi conserva la porta del cavaller i diferents finestres característiques.

- Casa de Barons de Purroy: És un palau barroc del S.XVIII, tot i que la façana és un exemple de l'arquitectura Renaixentista.

### Fora del nucli urbà
- Balneari de la Fontcalda: Se troba a 13 km del poble. És un paisatge natural, a la vora del riu Canaletes. El nom se vincula al nom de la font d'aigua mineromedicinal calenta que està a prop del riu Canaletes, no gaire lluny del Santuari. Aquesta font, popularment se coneix com “la Font dels Xorros». El santuari va ser construït aproximadament lo segle xvi i l'església al segle xviii (d'estil neoclàssic). L'any 1936, durant la Guerra Civil Espanyola, el santuari va ser cremat i es va destruir tot el que havia a dins. El primer diumenge de maig se fa una Romeria a la Fontcalda.

Hi ha una llegenda sobre la Fontcalda on se diu que a la vall hi havia un pastor de Prat de Comte, i passejava per prop de la font que hi ha. Se diu que aquest pastor va veure una imatge que ningú coneixia. L'home va rebre un senyal del cel i va portar la imatge per comunicar la notícia als altres pastors i quan l'anava a mostrar, aquesta havia desaparegut. Lo pastor va tornar al lloc de l'aparició i va trobar a la Verge. En poques hores va arribar la notícia a Gandesa i molts van anar a venerar-la i la van traslladar a l'església de Gandesa però que en poques hores havia tornat a desaparèixer i estava al mateix lloc de l'aparició, la Fontcalda.

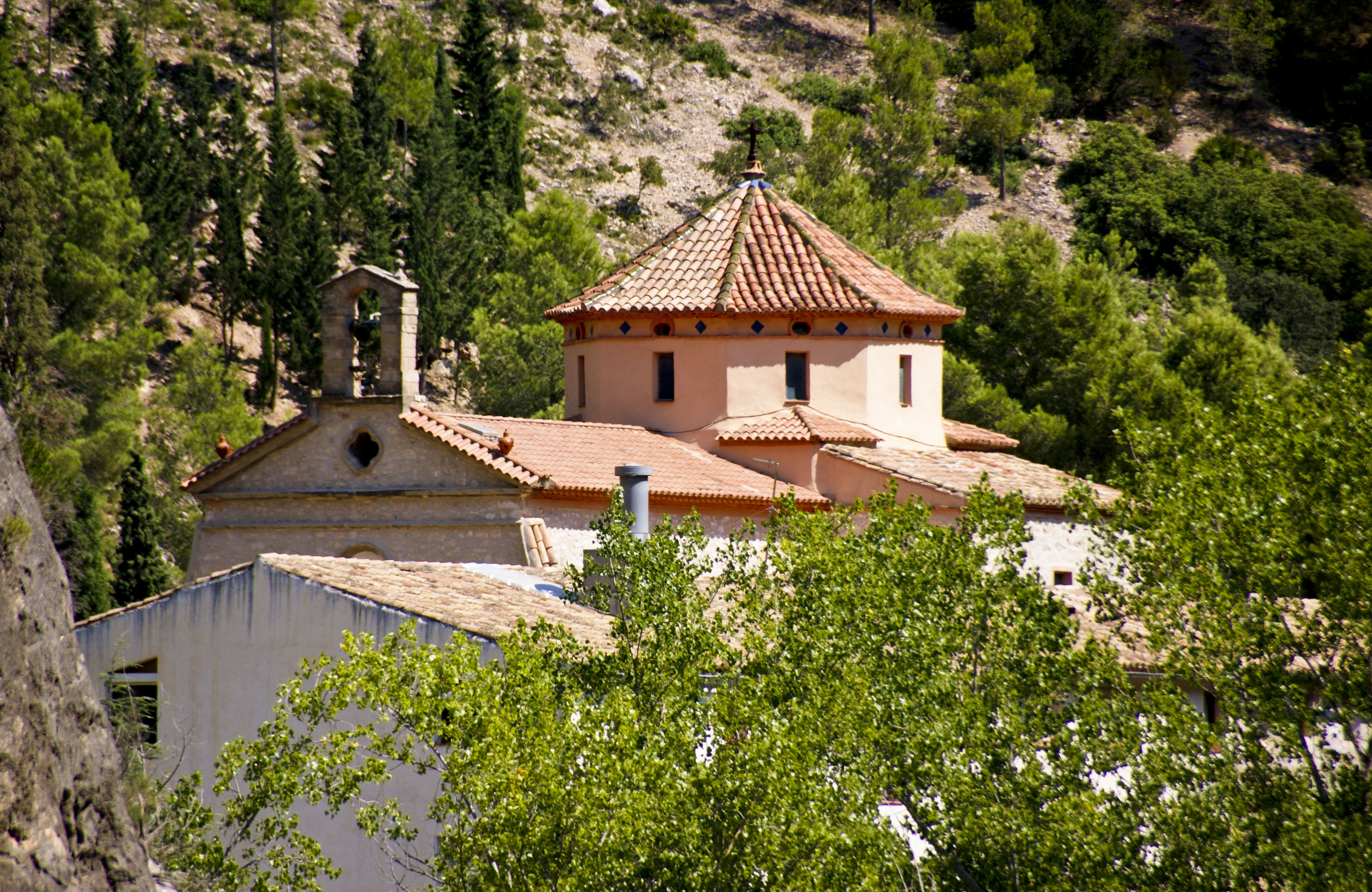
Vista de l'ermita al Balneari de la Fontcalda

- Poblat ibèric del Coll del Moro: Se tracta d'un jaciment de la tribu ibèrica dels ilercavons, situat als afores del poble. Aquest nucli es va fundar entre els segles VI AC i el S. I DC. Se troba a 483 metres. Ocupa lo punt més alt del poblat, des d'on es pot veure tota la Terra Alta. Aquest punt és una torre construïda amb pedra seca, que tenia com a finalitat la defensa del poblat juntament amb una muralla. Comparteix característiques amb altres poblats com lo del Tossal del Moro de Pinyeres (Batea), tot i que, el de Gandesa era el més gran del seu entorn amb 3300 metres quadrats. Lo jaciment està construït per una necròpolis amb tres àrees diferents. Durant la Guerra Civil espanyola, el general Franco hi va ubicar el seu quarter per dirigir l'estratègia de la Batalla de l'Ebre.

- Serra de Pàndols: És una serralada entre els municipis de Gandesa i Pinell de Brai. Té una elevació màxima, coneguda com «la Punta Alta», amb una altitud de 704 metres. La Serra de Pàndols està inclosa al Pla d'Espais d'Interès Natural. En la Guerra Civil espanyola, aquest nucli va ser l'escenari de violents combats. Era una posició clau per dominar el conjunt de la Terra Alta.

- La Fonteta: És un indret amb aigua de molt bona qualitat. Arran de l'abastiment a Gandesa se la bateja com «la Font de la Salut», però la tradició ha conservat lo nom de fonteta. Està declarada «Àrea recreativa pel Medi Natural». Trobem ombres, taules de pedra, focs per cuinar, aigua i aixopluc.

## Festes importants
- Festa de Sant Antoni: Se celebra el 17 de gener. Aquesta està documentada des de 1801 en lo llibre comptes de la Confraria de Sant Antoni, tot i que es creu que prové de l'edat mitjana. Aquesta festa consta de diferents actes: los balladors amb lo “Baconet de Sant Antoni» i les pubilles, pubilleta i hereu, fan una recollida de llenya pels carrers de Gandesa. Seguidament, los balladors fan ballen la dansada, un ball tradicional, al voltant del foc. Aleshores, davant de l'església es beneeixen i es posen a la venda les coques de Sant Antoni. La tradició diu que per Sant Antoni es rifava un baconet (porc) que durant l'any se passejava per Gandesa i tothom l'anava atipant.

- Festes Majors de Gandesa: Tenen una durada de 5 dies. Se celebren a partir del dijous anterior al primer diumenge de setembre. Són en honor de la Mare de Déu de la Fontcalda, la patrona del poble. Se té constància de la celebració d'aquestes festes des de l'any 1900 gràcies a uns butlletins. Tot i que hi ha hagut canvis en les festes majors cada any, los actes que han perdurat fins avui són lo volteig de les campanes que fan saber als vilatans que les festes ja donen lo seu toc de sortida. Un altre dels actes tradicionals és la plega, on les pubilles i hereus van recollint en un mocador les donacions de la gent del poble. Lo ball de la Dansada o jota gandesana, és un altre dels actes que no falten durant les Festes Majors.

- Festa del Vi: Se celebra el primer cap de setmana de novembre. En los seus orígens la Festa del Vi era una celebració entre les colles d'amics. Celebraven la finalització de la verema i de la temporada. Actualment, és lo principal acte on se mostren los vins de la Denominació d'Origen Terra Alta. Anteriorment, al voltant de la Cooperativa de Gandesa i en les últimes edicions, en una carpa a la rambla Democràcia, s'instal·len les parades de diferents cooperatives de la comarca i cellers particulars on se poden degustar els diferents vins que elaboren. Lo dissabte la Cooperativa obsequia amb un aperitiu a tots los assistents. Durant la mateixa fira s'organitzen diferents actes relacionats amb lo món del vi, com ara diferents conferències per tractar les problemàtiques agràries i cursos de tast de vins. De cara a un públic més jove, sempre hi ha actes que no falten durant la Festa del Vi és com concerts de música. Lo dissabte la festa acaba amb lo ball popular fins ben entrada la matinada. Lo dia segle, es porta a terme el dinar popular amb la tradicional “clotxa», dinar típic dels veremadors.[6]
- Romeria a la Fontcalda: La Romeria a la Fontcalda se celebra el primer diumenge de maig. Lo dia anterior a la Romeria de la Fontcalda (dissabte), els nens anuncien l'arribada de la Romeria de la Fontcalda. Toquen les campanes i criden “a la Fontcalda». L'endemà se surt a les 7 del matí i es va caminant fins a la Fontcalda. Se surt des de l'església. A les Planes (urbanització a l'extrem sud-est del poble) es beneeix lo terme i la Fonteta. Un cop s'ha arribat al cap de la costa, la processó saluda la Verge i es fa un esmorzar, on les persones aprofiten per descansar. Tot seguit, los caminants baixen les costes de la Fontcalda. La majoria de persones, porten un mocador blau. Aquest camí és de 13 km. Un cop s'ha arribat, s'oficia una missa i es balla una sardana. A continuació les famílies o grups d'amics dinen. Al final del dia es torna en processó al poble fins a l'església on los fidels s'acomiaden de la Verge fins a l'any que ve.

## Demografia
| 1497 f | 1515 f | 1553 f | 1717 | 1787 | 1857 | 1877 | 1887 | 1900 | 1910 |
| ------ | ------ | ------ | ---- | ---- | ---- | ---- | ---- | ---- | ---- |
| 161    | 176    | 168    | 693  | -    | 2705 | 2783 | 3246 | 3767 | 3551 |

| 1920 | 1930 | 1940 | 1950 | 1960 | 1970 | 1981 | 1990 | 1992 | 1994 |
| ---- | ---- | ---- | ---- | ---- | ---- | ---- | ---- | ---- | ---- |
| 3684 | 3250 | 2805 | 3094 | 2778 | 2807 | 2831 | 2707 | 2658 | 2658 |

| 1996 | 1998 | 2000 | 2002 | 2004 | 2006 | 2008 | 2010 | 2012  | 2014  |
| ---- | ---- | ---- | ---- | ---- | ---- | ---- | ---- | ----- | ----- |
| 2668 | 2646 | 2564 | 2697 | 2882 | 3091 | 3173 | 3222 | 3.162 | 3.091 |

| 2016  | 2018  | 2020  | 2022  | 2024  | 2026 | 2028 | 2030 | 2032 | 2034 |
| ----- | ----- | ----- | ----- | ----- | ---- | ---- | ---- | ---- | ---- |
| 2.999 | 3.009 | 3.096 | 3.100 | 3.166 | -    | -    | -    | -    | -    |

A 1 de gener de 2019 tenia, segons lo Padró municipal d'habitants de l'Idescat, 3064 habitants. Tot i que la Terra Alta ha sofert durant lo segle xx una forta emigració cap a Barcelona i Tarragona, de forma més nombrosa, i a la desfeta de l'Ebre (1938) molts veïns van marxar cap a França i ja mai més van tornar.

## Escut

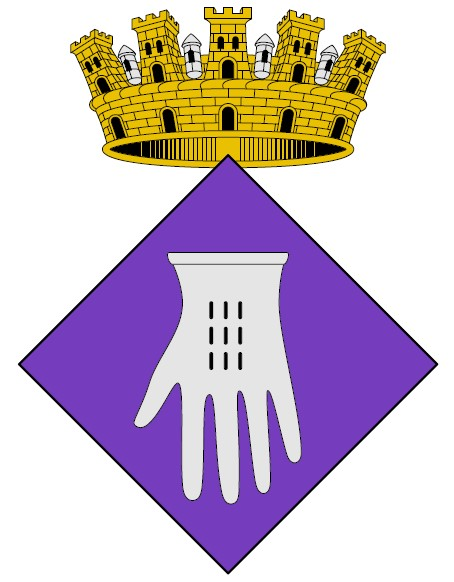
Escut de Gandesa

L'escut de Gandesa és un guant d'argent sobre camper de porpra, que anteriorment es representava amb l'escut de Catalunya, el blasonament del qual és conegut heràldicament com los Quatre Pals.
L'origen del guant de l'escut és una llegenda sorgida arran de la "Farsa de Gandesa», nom popular que rep lo casament ocorregut a Gandesa el dia 17 d'octubre del 1319, entre l'infant Jaume d'Aragó i d'Anjou, fill de Jaume II lo Just i hereu de la Corona d'Aragó amb la infanta Elionor de Castella i Portugal, filla del rei Ferran IV de Castella. La llegenda diu que quan va acabar la cerimònia religiosa, el príncep va fugir precipitadament, però deixà abandonat un dels dos guants que portava. A partir d'aquell moment, lo guant va prendre importància fins a l'actualitat, que forma part de l'escut de Gandesa.

## Política

### Eleccions Municipals
Llista d'alcaldes i nombre de regidors per partit
| Junts | -          | -  | -  | -  | -  | -      | -  | -  | -  | -  | 6  | 5  |
| PSC | 0          | -  | 2  | 2  | 2  | 1      | 0  | 1  | 0  | -  | 0  | 1  |
| PP | -          | 2  | 3  | 2  | 3  | 2      | 1  | 1  | 1  | 1  | 1  | 1  |
| ERC | -          | -  | -  | -  | 0  | 0      | 1  | 1  | 0  | 4  | 4  | 4  |
| ICV | -          | -  | -  | -  | -  | -      | -  | -  | -  | -  | -  | -  |
| UCD | 2          | -  | -  | -  | -  | -      | -  | -  | -  | -  | -  | -  |
| CiU | 3          | 8  | 6  | 7  | 6  | 4      | 4  | 3  | 5  | 6  | -  | -  |
| Altres | 3a; 2b; 1c | 1d | -  | -  | -  | 3e; 1f | 5e | 5e | 5e | -  | -  | -  |
| Total | 11         | 11 | 11 | 11 | 11 | 11     | 11 | 11 | 11 | 11 | 11 | 11 |
| a Pagesos de la Terra Alta; b Partido Socialista Regionalista; c Coalición Democrática; d Unió de Progrés Municipal; e Alternativa per Gandesa - FIC; f Units per Gandesa; |            |    |    |    |    |        |    |    |    |    |    |    |

### Eleccions Generals del 2019
| Candidatura | Candidatura         | Cap de llista                | Vots  | Regidors | % vots |
| ----------- | ------------------- | ---------------------------- | ----- | -------- | ------ |
|             | ERC-Sobiranistes    | Oriol Junqueras i Vies       | 586   |          | 37,61  |
|             | Junts               | Jordi Sànchez i Picanyol     | 352   |          | 22,59  |
|             | PSOE                | Pedro Sánchez Pérez-Castejón | 208   |          | 13,35  |
|             | Unidas Podemos      | Pablo Iglesias Turrión       | 113   |          | 7,25   |
|             | C's                 | Alberto Carlos Rivera Díaz   | 107   |          | 6,87   |
|             | PP                  | Pablo Casado Blanco          | 91    |          | 5,84   |
|             | Vox                 | Santiago Abascal Conde       | 40    |          | 2,57   |
|             | Front Republicà     | Albano Dante Fachin Pozzi    | 38    |          | 2,44   |
|             | PACMA               | Laura Duarte Domínguez       | 6     |          | 0,39   |
|             | Altres Candidatures |                              | 8     |          | 0,51   |
|             | Vots nuls           |                              | 11    |          | 0,70   |
|             | Vots en blanc       |                              | 9     |          | 0,58   |
| Total       | Total               | 1.569                        | 1.569 |          | 77,79  |

### Eleccions al Parlament de Catalunya del 2017
| Candidatura | Candidatura                 | Cap de llista                | Vots  | Regidors | % vots |
| ----------- | --------------------------- | ---------------------------- | ----- | -------- | ------ |
|             | Junts                       | Carles Puigdemont i Casamajó | 581   |          | 34,75  |
|             | ERC-CatSí                   | Oriol Junqueras i Vies       | 498   |          | 29,78  |
|             | C's                         | Inés Arrimadas García        | 250   |          | 14,95  |
|             | PSC                         | Miquel Iceta i Llorens       | 126   |          | 7,54   |
|             | PP                          | Xavier García Albiol         | 77    |          | 4,61   |
|             | CUP                         | Carles Riera i Albert        | 71    |          | 4,25   |
|             | CatComú-Podem               | Xavier Domènech i Sampere    | 52    |          | 3,11   |
|             | Recortes Cero - Grupo Verde | Nuria Suárez                 | 2     |          | 0,12   |
|             | PACMA                       | Ana Bayle García             | 1     |          | 0,06   |
|             | Vots nuls                   |                              | 5     |          | 0,30   |
|             | Vots en blanc               |                              | 14    |          | 0,83   |
| Total       | Total                       | 1.677                        | 1.677 |          | 83,35  |

### Eleccions al Parlament de Catalunya del 2015
| Candidatura | Candidatura        | Cap de llista                | Vots  | Regidors | % vots |
| ----------- | ------------------ | ---------------------------- | ----- | -------- | ------ |
|             | JxSí               | Raül Romeva i Rueda          | 943   |          | 58,9   |
|             | PP                 | Xavier García Albiol         | 139   |          | 8,68   |
|             | CUP                | Antonio Baños i Boncompain   | 130   |          | 8,12   |
|             | C's                | Inés Arrimadas García        | 123   |          | 7,68   |
|             | PSC                | Miquel Iceta i Llorens       | 98    |          | 6,12   |
|             | UDC                | Ramon Espadaler i Parcerisas | 94    |          | 5,87   |
|             | CSQP               | Lluís Franco Rabell          | 50    |          | 3,12   |
|             | PACMA              | Anaïs Arranz Mir             | 2     |          | 0,12   |
|             | Vots en blanc/nuls |                              | 33    |          | 2,04   |
| Total       | Total              | 1.612                        | 1.612 |          | 79,96  |